# Passeerdersgracht
De Passeerdersgracht is een korte Amsterdamse gracht, die de Prinsengracht verbindt met de Lijnbaansgracht. De gracht is de meest zuidelijke in de Jordaan en grenst aan de grachtengordel (west). De gracht wordt door twee bruggen overspannen; brug 96 in de kade van de Prinsengracht aan het noordeinde, en brug 98 in de kade van de Lijnbaansgracht aan het zuideinde.

## Toponymie
De Passeerdersgracht is vernoemd naar een daar aanwezige passeerderij. Dit is een oude benaming voor een werkplaats waar (Spaans) leder werd vervaardigd en bewerkt.

## Geschiedenis
De gracht ontstond toen vanaf 1612 vanuit de Brouwersgracht de grachtengordel in zuidelijke richting werd gegraven. In de 19e eeuw werden 6 van de 11 Jordaanse grachten gedempt. Slechts de Bloemgracht, Egelantiersgracht, Lauriergracht, Looiersgracht en Passeerdersgracht bleven (naast de Prinsengracht, Keizersgracht, Herengracht, Singel, Lijnbaansgracht, Brouwersgracht, Leliegracht en Leidsegracht) bestaan.
De voormalige Hogeschool voor Economische Studies (HES) / Eerste Openbare Handelsschool op de hoek Passeerdersgracht, ligt aan een gedempt stukje Lijnbaansgracht: het Raamplein.
Op veel plaatsen in de Jordaan lagen tussen de huizen zogenaamde gangen. Deze smalle stegen gaven toegang tot achter de huizenrij gelegen (vaak illegaal) bebouwde achtererven, waar de minstbedeelden in vaak bouwvallige onderkomens woonden. Zo lag in de zgn. 'Walenhoek' aan de Passeerdersgracht: de 'Walengang' (met de nummers 15 en 17). De gang is in 1850 gesloopt ten behoeve van de bouw van de voormalige 'Toevlugt voor Behoeftigen' op Passeerdersgracht 9-19.
Het gebouw van de voormalige Arbeidsbeurs aan Passeerdersgracht 28-32, hoek Tweede Passeerdersdwarsstraat, werd omstreeks 1915 ontworpen door de architecten Jan van der Mey en Piet Kramer. In dit monumentale gebouw was tot de zomer van 2012 een van de twee vestigingen van het Amsterdamse jeugdcircus 'Circus Elleboog' gehuisvest. Daarna verhuisde Elleboog naar een nieuwe locatie (Laan van Spartaan) in Amsterdam-West.
De meeste grachtenpanden aan de Passeerdersgracht zijn verbouwd tot woonhuizen.

## Trivia
- In het boek Rood paleis van Ferdinand Bordewijk staat een bordeel centraal aan de Passeerdersgracht, vlak voor het uitbreken van de Eerste Wereldoorlog.

## Externe link

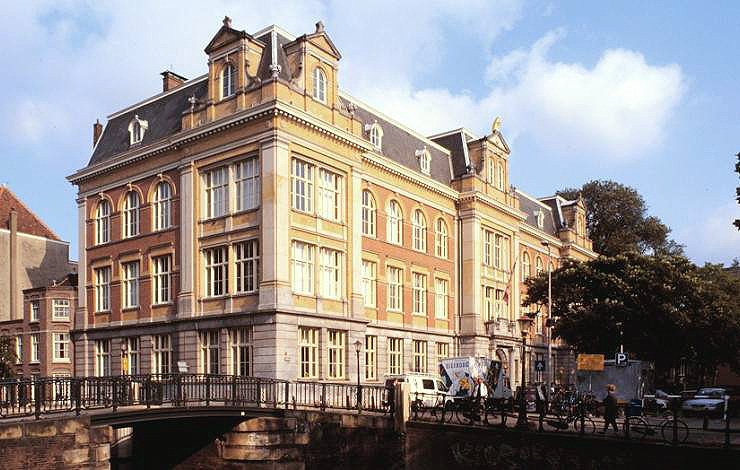
Het oude gebouw van de HES op de hoek van Raamplein en Passeerdersgracht.
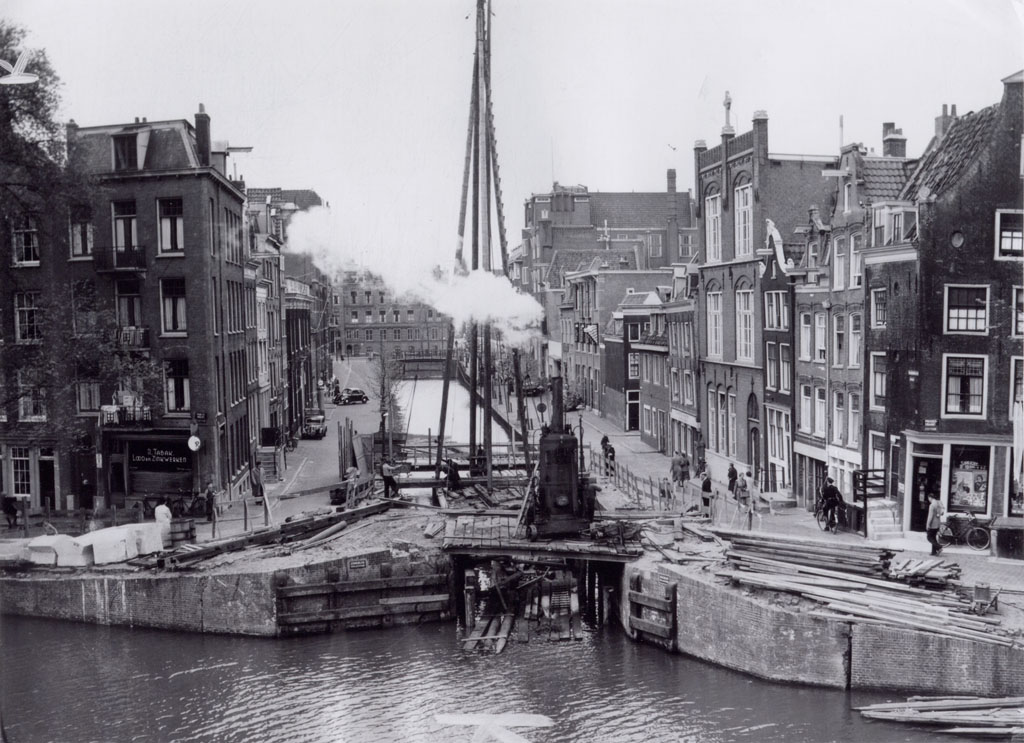
De herbouw van Brug 96 in 1951